# ゴールデン・アース・ガール
ゴールデン・アース・ガール（原題：Golden Earth Girl）は、1993年にポール・マッカートニーが発表した楽曲。

## 概要
オーケストラアレンジが入れられることを想定されて作られた曲。しかし最終的にはバンドサウンドで、オーケストラ成分はフルートとオーボエのみにとどまった。それぞれスーザン・ミランとゴードン・ハントの演奏。

歌詞は自然の中で暮らす動物を描いたものだが、ポールはこの動物に妻のリンダを重ね合わせて歌詞を作った。

1998年のクラシックアルバム「ワーキング・クラシカル」に、この曲を弦楽四重奏でアレンジしたバージョンが収録された。